# Amos Serem
Amos Serem (28 agosto 2002) è un siepista keniano.

## Palmarès
| Anno | Manifestazione          | Sede       | Evento       | Risultato | Prestazione | Note |
| ---- | ----------------------- | ---------- | ------------ | --------- | ----------- | ---- |
| 2021 | Mondiali U20            | Nairobi    | 3000 m siepi | Oro       | 8'30"72     |      |
| 2022 | Giochi del Commonwealth | Birmingham | 3000 m siepi | Bronzo    | 8'16"83     |      |
| 2024 | Giochi panafricani      | Accra      | 3000 m siepi | Argento   | 8'25"77     |      |
| 2024 | Giochi olimpici         | Parigi     | 3000 m siepi | 14º       | 8'19"74     |      |

## Campionati nazionali
2019
- Eliminato in batteria nei campionati kenioti, 3000 m siepi - 8'49"8

2022
- 4º ai campionati kenioti, 3000 m siepi - 8'31"98

## Altre competizioni internazionali
2022
- 5º al Golden Gala ( Roma), 3000 m siepi - 8'09"93
- 5º all'Athletissima ( Losanna), 3000 m siepi - 8'19"93
- 6º alla Weltklasse Zürich ( Zurigo), 3000 m siepi - 8'15"64
- Bronzo al Campaccio ( San Giorgio su Legnano) - 28'53"
- 7º al Cross Internacional Juan Muguerza ( Elgoibar) - 35'19"
- 28º al Agnes Tirop Cross Country Classic ( Eldoret) - 32'03"

2023
- Bronzo alla Xiamen Diamond League ( Xiamen), 3000 m siepi - 8'14"41
- 10º al Meeting de Paris ( Parigi), 3000 m siepi - 8'16"94
- 8º al Prefontaine Classic ( Eugene), 3000 m siepi - 8'17"99
- 13º all'Herculis ( Monaco), 3000 m siepi - 8'24"02
- 14º al Meeting international Mohammed VI d'athlétisme de Rabat ( Rabat), 3000 m siepi - 8'25"08
- Bronzo alla Zevenheuvelenloop ( Nimega), 15 km - 43'07"

2024
- Argento al Meeting international Mohammed VI d'athlétisme de Rabat ( Marrakech), 3000 m siepi - 8'10"82
- Argento al Meeting de Paris ( Parigi), 3000 m siepi - 8'02"36
- Argento al Kamila Skolimowska Memorial ( Chorzów), 3000 m siepi - 8'04"29
- Oro al Memorial Van Damme ( Bruxelles), 3000 m siepi - 8'06"90
- Vincitrice della Diamond League nella specialità dei 3000 m siepi